# Pilar (Paraguay)
Pour les articles homonymes, voir Pilar.
Pilar est une ville du Paraguay située dans le district de Pilar à 230 kilomètres au sud-ouest d'Asuncion. Capitale du département de Ñeembucú, elle est fondée en 1779 par Pedro Melo de Portugal.
La ville se trouve sur la rive gauche du río Paraguay, en face de la localité argentine de Colonia Cano, tout près du confluent des ríos Bermejo et Paraguay, à la frontière entre l'Argentine et le Paraguay.
Pilar possède un aéroport (code AITA : PIL).

## Personnalités liées
- Pedro Alliana, vice-président de la République depuis 2023